# راک‌دیل (نیویورک)
راک‌دیل (به انگلیسی: Rockdale) یک منطقهٔ مسکونی در ایالات متحده آمریکا است که در نیویورک واقع شده‌است.